# ドゥストレイ・ムルデル
ドゥストレイ・ロマン・ムルデル（ドゥスリー・-、Dustley Roman Mulder、1985年1月27日 - ）は、オランダ・ユトレヒト州出身のサッカー選手。キュラソー代表。ポジションはDFあるいはMF。

## クラブ歴

### ユース
ユトレヒト州バールンに生まれ、VVアイセルメールフォヘルス、FCユトレヒトの下部組織に在籍した後、2000年にフェイエノールトの下部組織に移籍。2004年にはフェイエノールトのサテライトチームであったSBVエクセルシオールにレンタル移籍しプロ選手となった。

### エクセルシオール
2004-05シーズンにエールステ・ディヴィジ所属のエクセルシオールに加入し選手デビュー。翌シーズンまでの在籍で46試合4得点の結果を残した。

### RKCヴァールヴァイク
2006年にRKCヴァールヴァイクに移籍。5シーズンの在籍で右サイドの守備に欠かせない選手に成長、カップ戦も合わせて150試合以上に出場した。2009-10シーズンに契約が切れて退団。

### レフスキ・ソフィア
2010年6月30日、ブルガリアプロサッカーリーグのPFCレフスキ・ソフィアに加入。翌日のFCメタリスト・ハルキウとの非公式試合で初出場するも、この時にはまだ契約は締結されておらず、2年契約が決まったのは7月2日のことであった。公式戦初出場となったのはUEFAヨーロッパリーグ 2010-11 予選のダンドークFC戦で、この試合はアウェーながら2-0の勝利となった。
2011年12月8日に契約を1年延長の形で更新、これによって2013年までの契約となった。
ブルガリアリーグ初得点となったのは2012年8月25日のPFCモンタナ戦で、この試合は2-0の勝利に終わった。2013年1月には再び契約の更新をすることが報じられ、15日に新たに2年契約を締結したことが発表された。2012-13シーズンはリーグで2得点、カップで3得点と得点面でも好調であった。
2013年夏には一時的に放出されたものの、1か月後にトップチームに復帰した。同年12月のブルガリア・カップ準決勝、PFC CSKAソフィア戦ではPK戦で最後のキッカーを務め、チームの勝利に貢献した。2014年6月初めにクラブの新たなスポーツディレクターが彼に放出を告げたことで、4年に亘る在籍に終止符が打たれることとなった。なお、レフスキ・ソフィアでの最終試合となったのは5月24日に行われたレフスキ・ソフィア創立100周年記念の親善試合、SSラツィオ戦で、この試合で彼はエリン・トプザコフと交代した。

### アポロン・リマソール
2014年7月に1年延長つきの1年契約でキプロスのアポロン・リマソールに加入。8月21日のUEFAヨーロッパリーグ 2014-15のFCロコモティフ・モスクワ戦で70分にマリオス・スティリアヌに代えて投入され初出場、試合は1-1のドローに終わった。

### NACブレダ
2015年夏にエールステ・ディヴィジのNACブレダに加入。1シーズンの在籍で放出となった。

## 代表歴
オランダU-21代表への選抜経験がある。2008年にはオランダ領アンティル代表に招集されたが、オランダU-21代表として出場した後21歳までに国籍変更をしなかったために当時22歳の彼に対して国際サッカー連盟がこの招集を認めず、オランダ領アンティル代表としての出場はならなかった。なおその後翌2009年に国籍条項が変更され、この条項は廃止された。
その後オランダ領アンティルが分解したため、彼のオランダ領アンティル籍はキュラソー籍になった。キュラソー代表としての初出場は2015年3月28日の2018 FIFAワールドカップ・北中米カリブ海1次予選・モントセラト代表戦であった。その後、キュラソー代表が大会初出場となった2017 CONCACAFゴールドカップに出場しグループステージ全試合に出場したが、キュラソー代表は無得点の全敗で敗退となった。

## タイトル

### 代表
キュラソー代表
- カリビアンカップ: 2017